# بمب‌گذاری سفارت عراق در بیروت
در ۱۵ دسامبر سال ۱۹۸۱، گروه اسلام‌گرا و شیعه الدعوه با انجام حمله‌ای انتحاری از طریق انفجار یک خودرو انفجاری، سفارت عراق در بیروت را منفجر کرد. در این انفجار، سفارت عراق کاملاً تخریب و ویران شد و در پی آن ۶۱ نفر از جمله سفیر عراق در لبنان کشته و ۱۱۰ نفر دیگر مجروح شدند.

## زمینه
گروه اسلام‌گرای شیعه مخالف حزب بعث عراق، الدعوه که از موفقیت انقلاب ۱۳۵۷ در ایران جرأت یافته بود، با کمک مالی و نظامی حکومت جمهوری اسلامی، استفاده از خشونت در مبارزه خود علیه دولت عراق را آغاز کرد. در سال‌های ۱۹۷۹ و ۱۹۸۰، الدعوه تعدادی از مقامات بعثی را در عراق ترور کرد. در پاسخ به سوءقصد نافرجام علیه طارق عزیز معاون نخست‌وزیر عراق در آوریل ۱۹۸۰ توسط الدعوه، دولت عراق سرکوب شدیدی را علیه این گروه آغاز کرد که شامل اعدام رهبر معنوی الدعوه، محمدباقر صدر نیز شد.
رهبران باقی‌ماندهٔ این گروه سپس به ایران گریخته و تبدیل به یک «گروه نیابتی مؤثر» برای حکومت ایران علیه عراق در طول جنگ ایران و عراق شدند.

## بمب‌گذاری
در ۱۵ دسامبر ۱۹۸۱، یک خودروی پر از حدود ۱۰۰ کیلوگرم مواد منفجره توسط یک بمب‌گذار انتحاری به سوی ساختمان سفارت عراق در بیروت رانده شد. در این انفجار، سفارت عراق، به‌کلی ویران شد و ۶۱ نفر از جمله عبدالرزاق لفتا سفیر عراق در لبنان کشته و بیش از ۱۰۰ نفر مجروح شدند. بلقیس الراوی، همسر عراقی شاعر سوری نزار قبانی که برای بخش فرهنگی سفارت کار می‌کرد نیز در این حمله کشته شد.

## تأثیر
این حمله که پیش از انفجار سفارت آمریکا در بیروت در سال ۱۹۸۳ و انفجار مقر تفنگداران دریایی آمریکا در بیروت بود، توسط برخی، به‌عنوان نخستین بمب‌گذاری انتحاری مدرن در نظر گرفته می‌شود.